# Terracotta (couleur)
Pour l’article homonyme, voir terracotta (matériau).

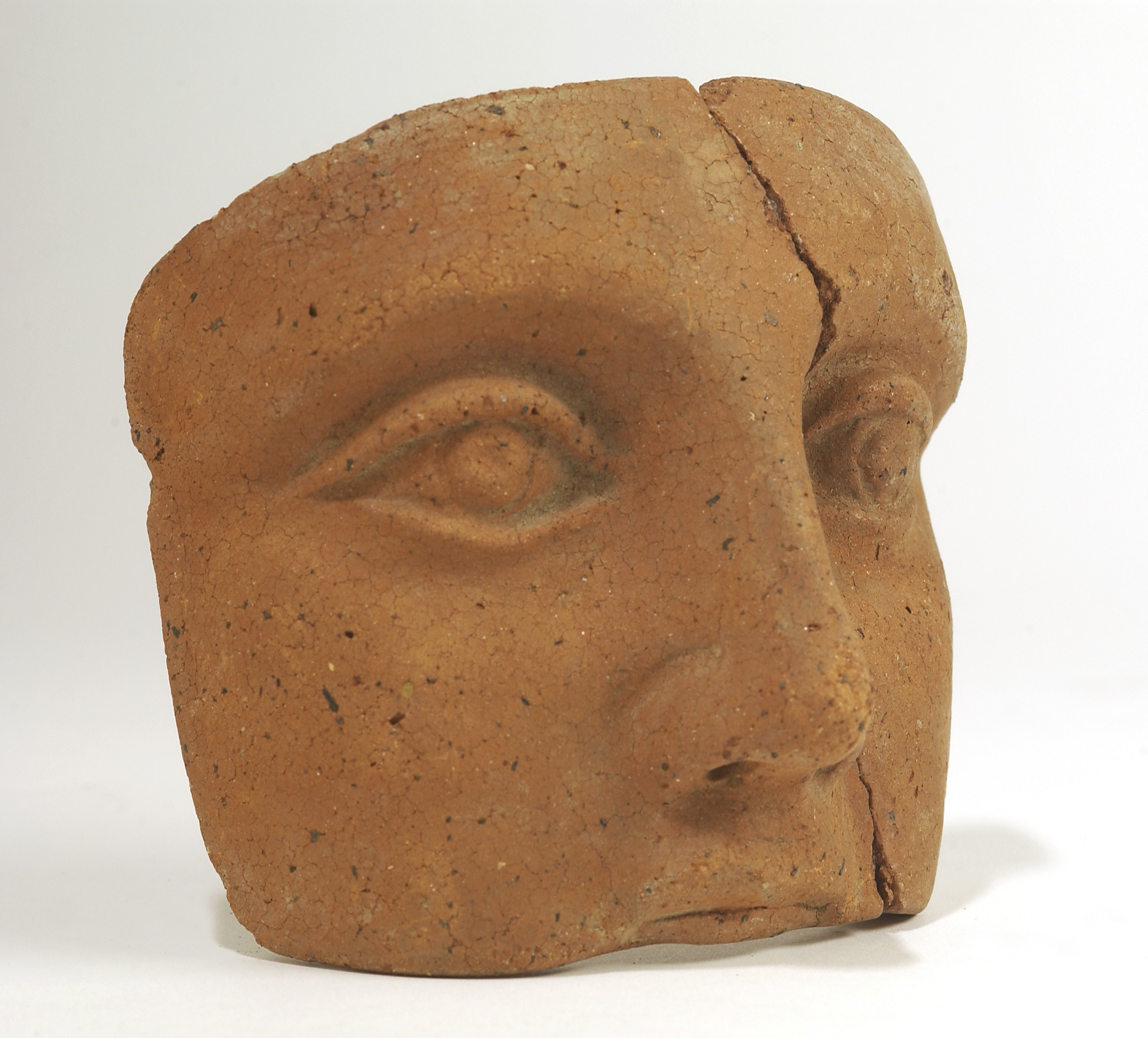
Masque en terre cuite romaine: une des teintes servant de référence au nom de couleur.

Terracotta, terre cuite sont des noms de couleur en usage dans la décoration et la mode ainsi que parfois en description botanique pour désigner des teintes brunes, d'après celle des céramiques brutes (« terre cuite », terracotta en italien et en anglais), quand on ne veut pas faire allusion à la couleur de la brique.
Le Répertoire de couleurs de la Société des chrysanthémistes publié en 1905 donne quatre tons de Terre cuite, synonyme anglais Terra Cotta, « couleur la plus ordinaire des poteries antiques en terre cuite ; le ton clair se retrouve souvent dans la poterie et la statuaire actuelles ».
Dans les nuanciers commerciaux, on trouve, en peintures et encres pour les arts graphiques, 062 terracotta ; en peinture pour la décoration terre cuite 1, terre cuite 3, terre cuite 6, terre cuite 8, terre cuite ; en teinture pour textiles terre cuite en fil à broder 922 terracotta, 3778 terre cuite rosée.
Dans les beaux-arts, le terme est de peu d'usage, à cause de la variété de terres, de coloration beaucoup plus précise, qu'on y emploie : terra rosa, terre blanche, terre de Sienne, terre d'ombre, terre de Cassel ou de Cologne, terre de Sienne, terre verte ou de Belgique ou de Hesse ou de Vérone.